# مارك دوبويس
مارك دوبويس (بالإنجليزية: Mark Dubois)‏ هو عالم بيئة أمريكي، ولد في 24 فبراير 1949 في ساكرامنتو في الولايات المتحدة.